# Frederik 3. af Tyskland
Frederik 3. (tysk: Friedrich Wilhelm Nikolaus Karl; 18. oktober 1831 – 15. juni 1888) var tysk kejser og konge af Preussen i 99 dage i 1888, det såkaldte trekejserår.
Frederik var gift med Dronning Victoria af Storbritanniens ældste datter Victoria af Storbritannien. Parret var fortalere for liberale ideer, men deres forsøg på et fremkalde et tysk systemskifte mislykkedes, da Frederiks far kejser Wilhelm 1. af Tyskland var under stærk indflydelse af den konservative rigskansler Otto von Bismarck. Han var dødssyg af strubekræft, allerede da han kom på tronen og døde derfor tidligt og blev efterfulgt af sønnen Wilhelm 2.